# Гизульф II (князь Салерно)
Гизульф II (умер около 1090 года) — последний князь Салерно (1052—1077). Лишился власти, капитулировав перед Робертом Гвискаром.

## Биография

### Вступление на престол
Гизульф был вторым сыном Гвемара IV Салернского и его жены Джеммы. После смерти старшего брата - Иоанна (IV) (1039) стал наследником, а в 1042 году - соправителем княжества.
3 июня 1052 года Гвемар IV был убит своими четырьмя шуринами — сыновьями графа Теанского. Убийцы сумели захватить в плен всю княжескую семью, за исключением Ги, герцога Сорренто, брата Гвемара. Ги немедленно обратился за помощью к норманнам, и последние через четыре дня осадили Салерно. Поскольку в руках норманнов оказались семьи убийц Гвемара, последние были вынуждены освободить Гизульфа. Дядя Гизульфа Ги Соррентский провозгласил племянника новым князем и принёс ему присягу. В скором времени убийцы капитулировали, а Ги от имени Гизульфа обещал сохранить им жизнь. Норманны, не считавшие себя связанными чужими обещаниями, умертвили убийц и их 36 сообщников, по одному за каждую рану, найденную на теле Гвемара IV.

### Правление в Салерно
Вступив на престол благодаря норманнам, Гизульф в течение своего правления постоянно конфликтовал с ними. Роберт Гвискар ещё при жизни своего брата Хэмфри захватил принадлежавший Салерно город Козенцу, а ещё один Отвиль — Вильгельм из Принчипате, выбрав в качестве резиденции замок Сан-Марко, регулярно опустошал окрестности Салерно. В конфликте с ещё одним норманнским правителем графом Аверсы Ричардом Гизульф устоял, только прибегнув к помощи Амальфи. 
В 1058-1059 годах Роберт Гвискар попросил у Гизульфа руки его сестры Сишельгаиты, и тот дал согласие при условии возвращения ему отнятых у него городов и замков. В том же году Гизульф выдал ещё одну свою сестру Гаительгриму за Жордана, сына и наследника Ричарда Капуанского. Эти брачные союзы дали Салерно возможность восстановить добрые отношения с норманнскими правителями, но Гизульф не сумел этим воспользоваться. Он исподволь поддерживал мятежных баронов Апулии, восставших против Гвискара, а в 1072 году в союзе с папой Григорием VII предполагал начать войну против Роберта.
Гизульф в течение своего правления находился во враждебных отношениях с соседним Амальфи, жителей которого подозревал в соучастии в убийстве Гвемара IV. В последние годы правления Гизульфа флот Салерно откровенно пиратствовал против Амальфи и Пизы.

### Падение Салерно
В августе 1076 года Роберт Гвискар осадил Салерно. Предвидя войну, Гизульф потребовал от горожан создания двухлетнего запаса провизии, так что голод не должен был представлять проблему для осаждённых. Но Гизульф реквизировал созданные запасы и стал перепродавать их населению по баснословным ценам. В Салерно начался голод, и 13 декабря 1076 года горожане открыли ворота Роберту Гвискару. Гизульф II с братьями и немногочисленными сторонниками укрылся в городской цитадели, где держал оборону до мая 1077 года, после чего был вынужден сдаться норманнам. По условиям сдачи Гизульф и его семья навсегда отказывались от княжеской власти и покидали Салерно.
Капитуляция Гизульфа II была омрачена анекдотической ситуацией в духе Гвискара. Последний потребовал от Гизульфа выдать салернскую реликвию — зуб евангелиста Матфея. Гизульф пытался обмануть Роберта, отдав ему обычный, не священный, зуб. Но священник, находившийся при Роберте, разоблачил фальшивку, и разгневанный Гвискар в письме поставил Гизульфа перед выбором: отдать подлинный зуб или самому лишиться всех своих зубов. Униженный Гизульф II расстался с реликвией, и только после этого ему позволили покинуть Салерно.

### Последние годы
После изгнания из Салерно Гизульф прибыл в Капую, где пытался настроить князя Ричарда против Роберта Гвискара, но не добился успеха. Затем Гизульф прибыл в Рим, но и папа Григорий VII в 1080 году примирился с Робертом. После смерти Григория VII Гизульф совместно со своим зятем Жорданом Капуанским активно поддерживали папу Виктора III против антипапы Климента III. В течение года, с марта 1088 по апрель 1089 года, Гизульф был герцогом Амальфи, примирившись в конце жизни с этим городом, с которым ранее непрестанно воевал. 
Гизульф II умер около 1090 года бездетным, с его смертью пресеклась династия, правившая Салерно с 983 года.